# Сен-Жан-дю-Брюэль
Сен-Жан-дю-Брюэ́ль (фр. Saint-Jean-du-Bruel, окс. Sent Joan del Bruèlh) — коммуна во Франции, находится в регионе Окситания. Департамент — Аверон. Входит в состав кантона Нан. Округ коммуны — Мийо.
Код INSEE коммуны — 12231.
Коммуна расположена приблизительно в 550 км к югу от Парижа, в 165 км восточнее Тулузы, в 75 км к юго-востоку от Родеза.

## Население
Население коммуны на 2008 год составляло 693 человека.
| 1962 | 1968 | 1975 | 1982 | 1990 | 1999 | 2008 |
| ---- | ---- | ---- | ---- | ---- | ---- | ---- |
| 750  | 833  | 827  | 843  | 820  | 642  | 693  |

## Экономика
В 2007 году среди 392 человек в трудоспособном возрасте (15—64 лет) 249 были экономически активными, 143 — неактивными (показатель активности — 63,5 %, в 1999 году было 61,5 %). Из 249 активных работали 220 человек (126 мужчин и 94 женщины), безработных было 29 (11 мужчин и 18 женщин). Среди 143 неактивных 21 человек были учениками или студентами, 64 — пенсионерами, 58 были неактивными по другим причинам.

## Фотогалерея

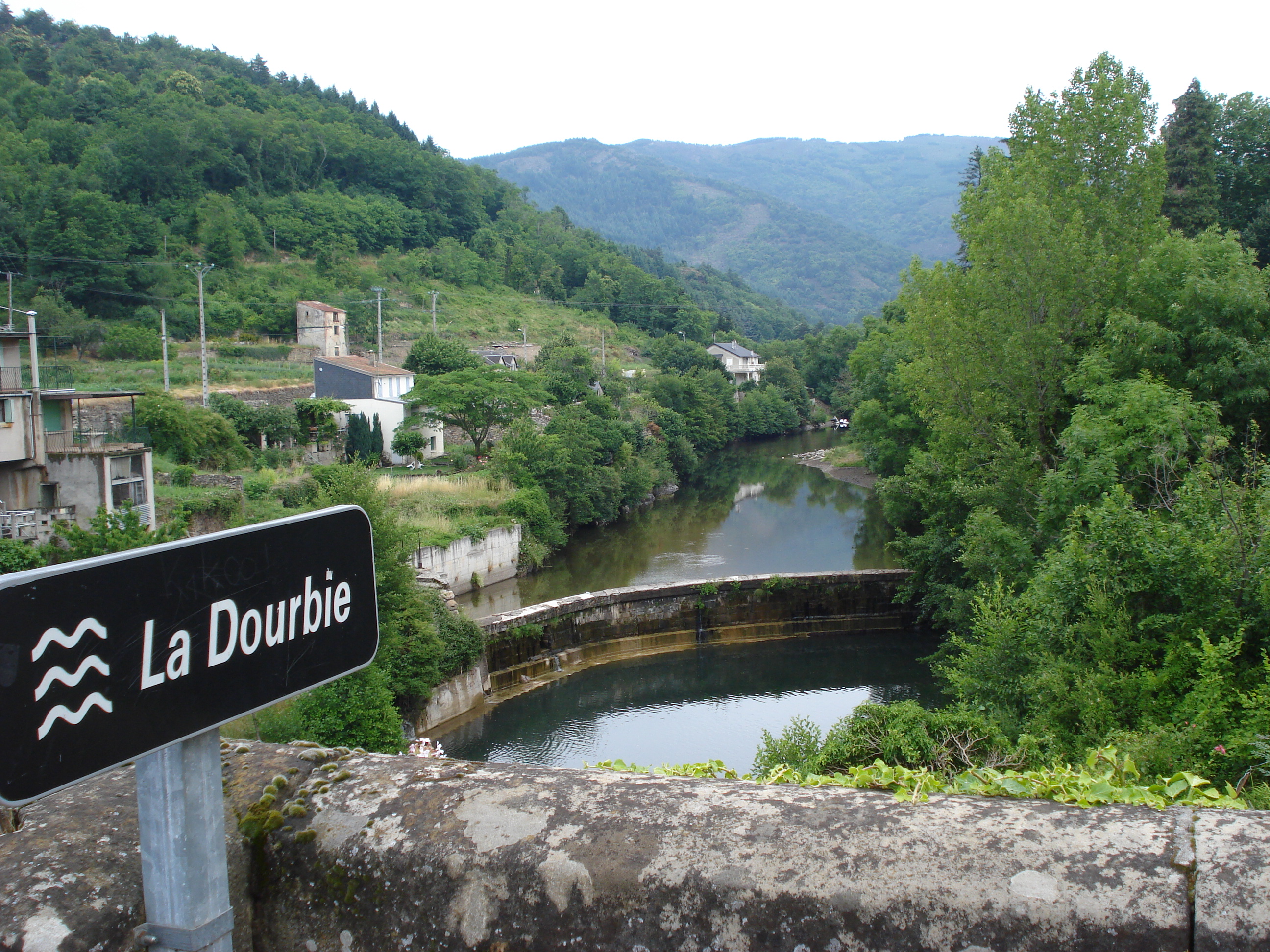
Река Дурби и Сен-Жан-дю-Брюэль
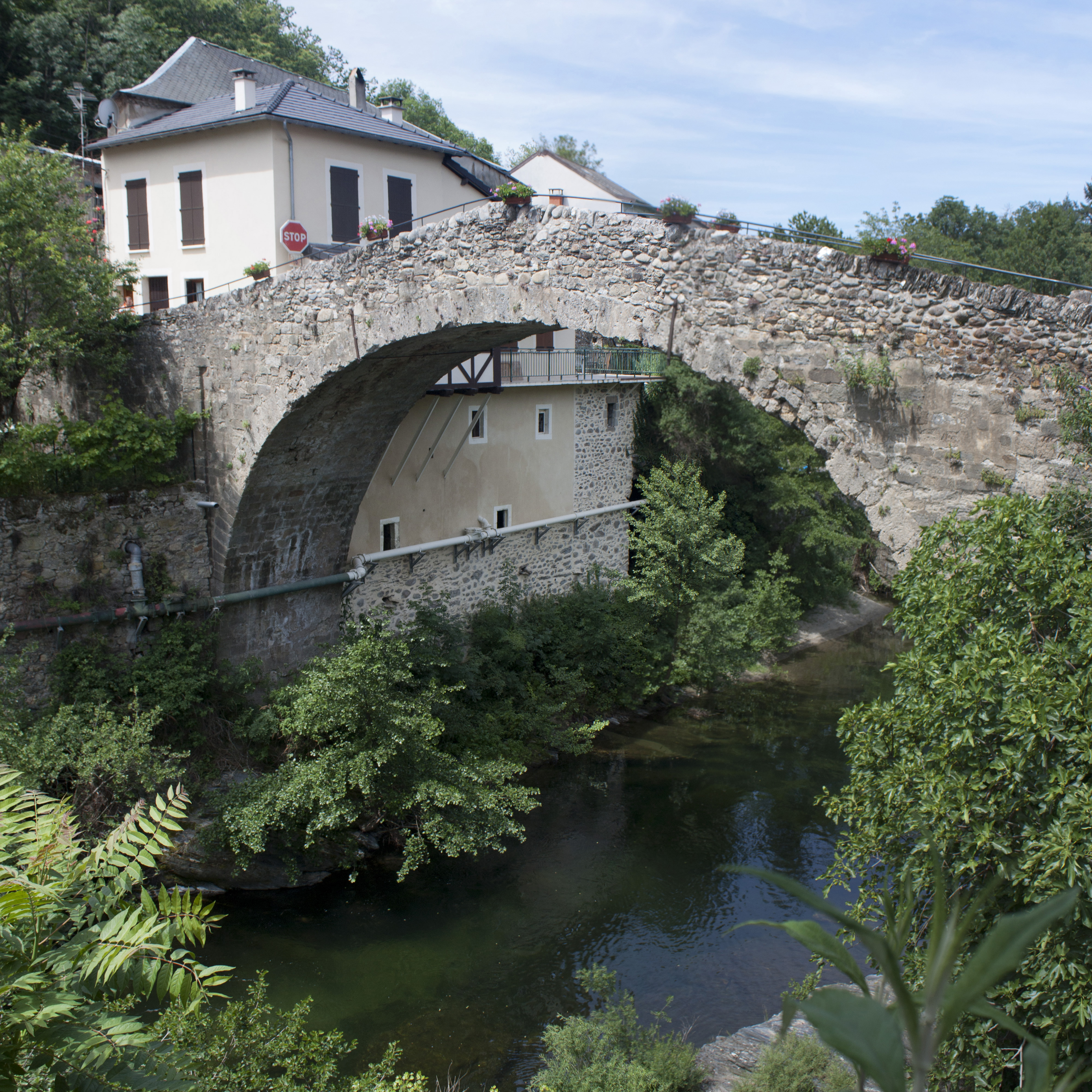
Римский мост
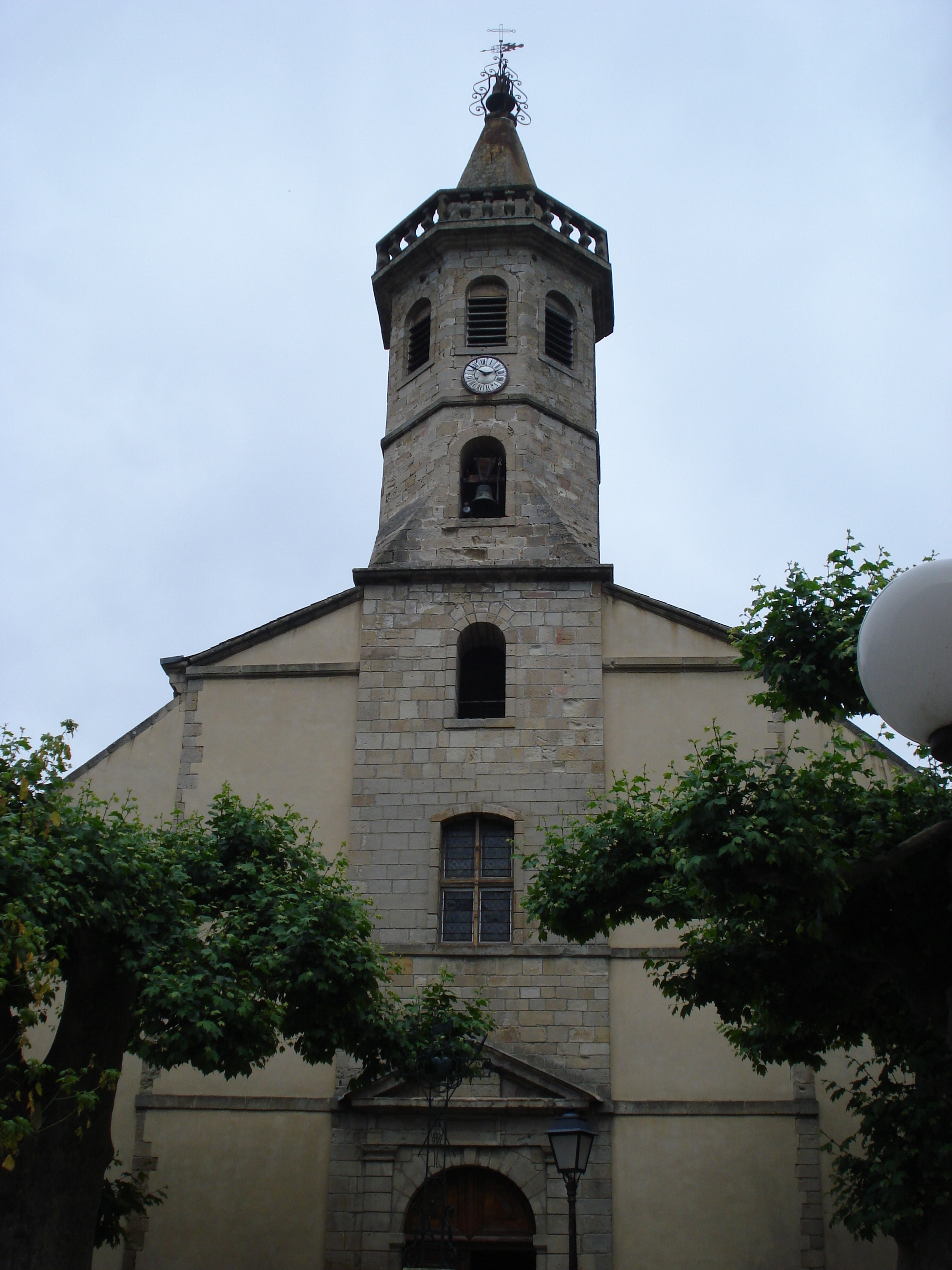
Церковь
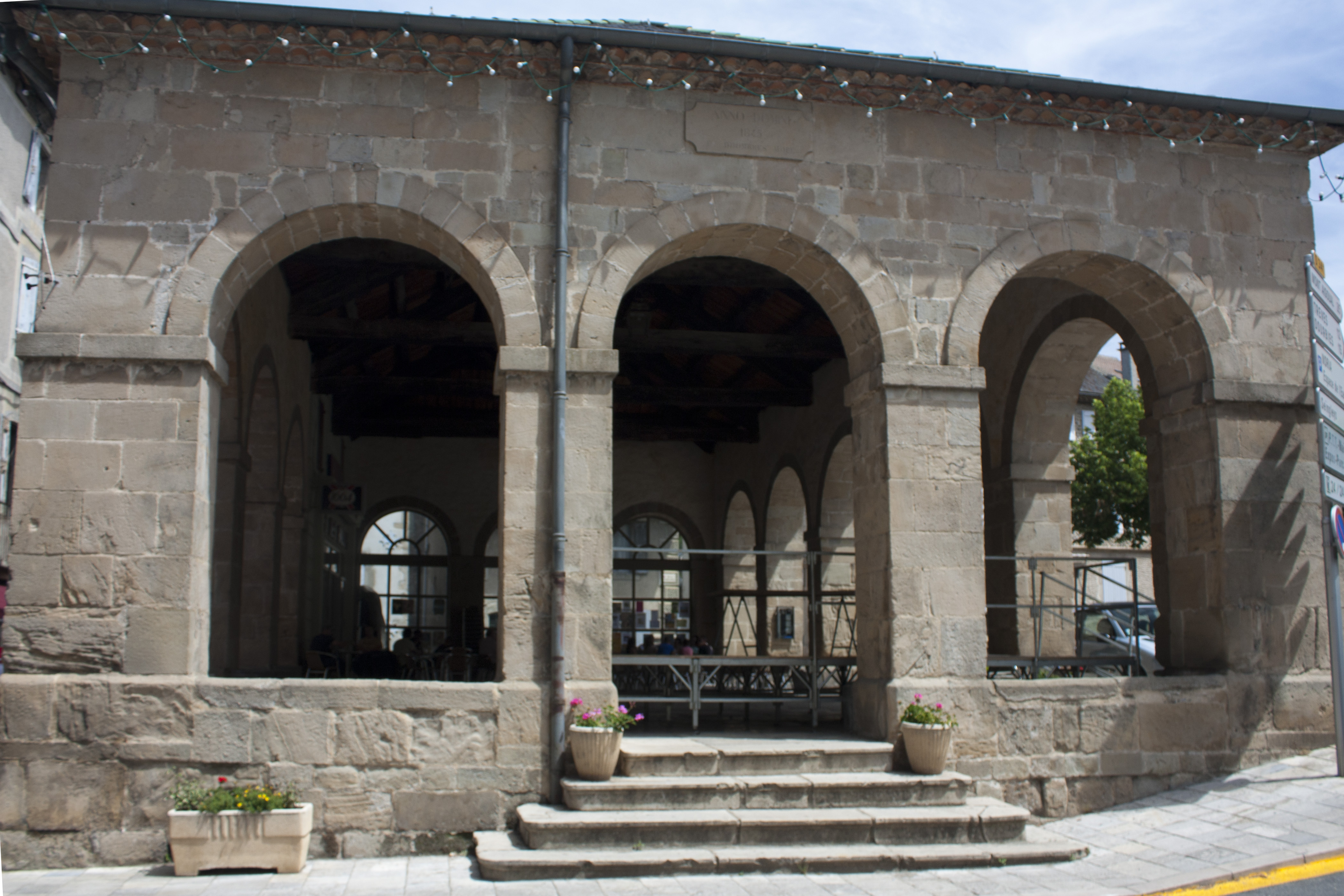
Крытый рынок